# Girella punctata
Girella punctata är en fiskart som beskrevs av Gray, 1835. Girella punctata ingår i släktet Girella och familjen Kyphosidae. Inga underarter finns listade i Catalogue of Life.